# Rhysotritia dinota
Rhysotritia dinota is een mijtensoort uit de familie van de Euphthiracaridae. De wetenschappelijke naam van de soort is voor het eerst geldig gepubliceerd in 1996 door Niedbala & Schatz.